# Bertholletia
Bertholletia er en planteslægt, der kun har én art, som kendes i Danmark: